# José Alfayate
José Alfayate (Madrid, 21 de enero de 1900 - † Madrid, 4 de agosto de 1971) fue un actor español.

## Biografía
Desarrolló su carrera profesional fundamentalmente en el teatro, especialmente en el género cómico. Comenzó trabajando con Catalina Bárcena y más tarde se incorporó a las compañías de José Isbert y Valeriano León, con el que estrenó El Padre Pitillo (1937), de Carlos Arniches.
Formó pareja artística, sucesivamente, con Marco Davó y con Rafaela Rodríguez. Junto a ésta, alcanzó un gran éxito con las representaciones de La cigüeña dijo sí y Mi mujer, el Diablo y yo, ambas de Carlos Llopis. Además, estrenó a Mihura en La tetera (1965).
Su trayectoria cinematográfica fue menos abultada. Aun así trabajó a las órdenes, entre otros, de Luis Marquina (Don Quintín el amargao, 1935), José Luis Sáenz de Heredia (Historias de la televisión, 1965) o Mariano Ozores (¡Cómo está el servicio!)

## Filmografía
- Españolear (1969) .... Don Antonio
- Un adulterio decente (1969) .... Ortigueira
- ¡Cómo está el servicio! (1968) (como Jose Alfayate) .... Dr. Mariano Cifuentes
- La vil seducción (1968) .... Lucas
- Fray Torero (1966)
- Historias de la televisión (1965) .... Faustino Carrasco
- La cesta (1965) (como Pepe Alfayate)
- Crucero de verano (1964)
- Don Floripondio (1939)
- Margarita, Armando y su padre (1939) .... Román
- ¡Jettatore! (1938)
- Tres anclados en París (1938)
- Don Quintín el amargao (1935) .... Safiní

Guionista
- Ponte el bigote Manolo (1991) (V) (obra teatral) (como José Alfayatte)
- Mi mujer me gusta más (1961) (adaptación) (obra teatral "Mi mujer me gusta más")